# أهل المربع (أهل المربع)
أهل المربع هو دُوَّار يقع بجماعة أهل مربع، إقليم الفقيه بن صالح، جهة بني ملال خنيفرة في المملكة المغربية. ينتمي الدوّار لمشيخة أهل المربع التي تضم دوارين. يقدر عدد سكانه بـ 2056 نسمة حسب الإحصاء الرسمي للسكان والسكنى لسنة 2004.

## روابط خارجية
- البوابة الوطنية للجماعات الترابية
- المندوبية السامية للتخطيط